# Homme au masque de fer
Pour les articles homonymes, voir Masque de fer.
L'homme au masque de fer, souvent appelé de manière abrégée « le Masque de fer », est un prisonnier de la seconde moitié du XVIIe siècle, parmi les plus célèbres de l'histoire de France. Le mystère entourant son identité, ainsi que les différents films et romans dont il a fait l'objet, n'ont cessé d'alimenter les imaginations.

## Les faits historiques

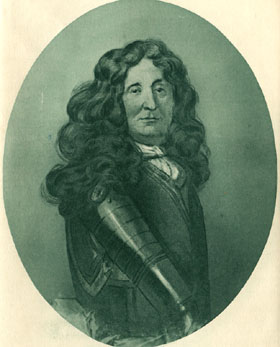
Bénigne Dauvergne de Saint-Mars, gouverneur de la prison de Pignerol (1665-1681).

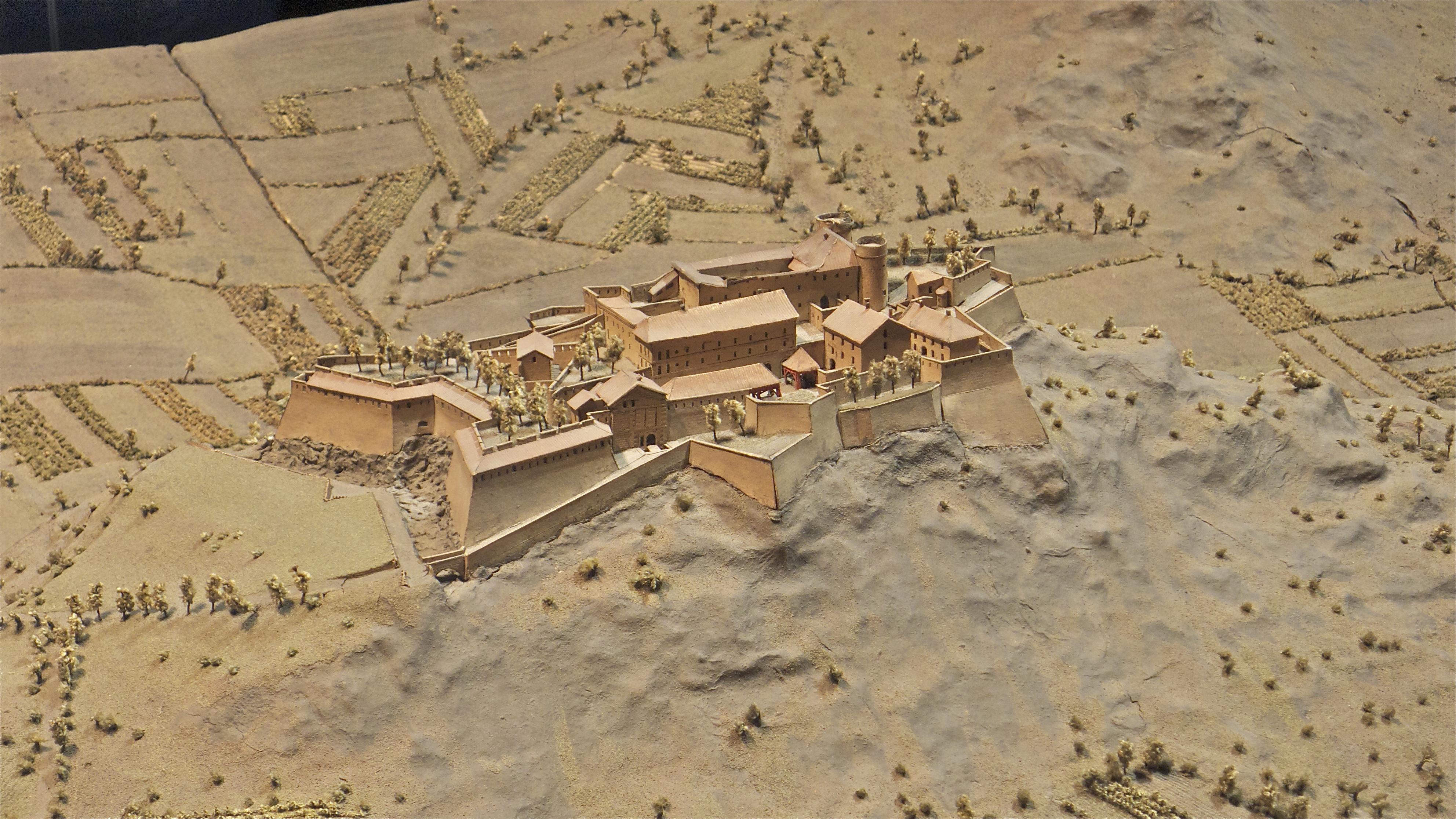
Le fort d'Exilles, plan-relief de 1695 (échelle 1/600^{e}). Ce fort a été détruit vers 1800 ; la version actuelle du fort, différente, a été construite entre 1818 et 1829.

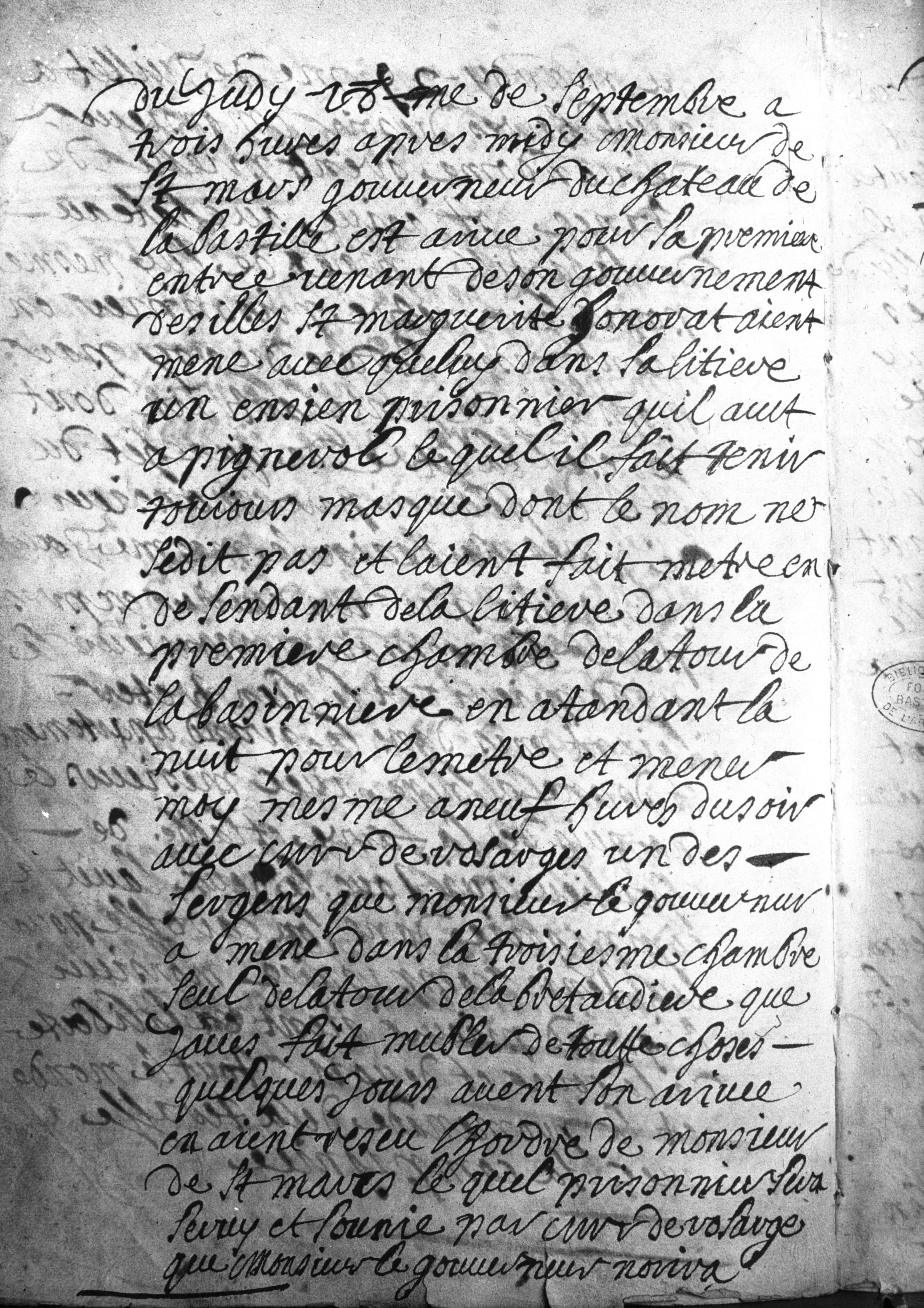
Acte d'écrou de l'homme au masque de fer. Extrait du registre des entrées et sorties de la Bastille en date du 18 septembre 1698.

Ce prisonnier a fait sa première apparition publique sur l'île Sainte-Marguerite le 30 avril 1687. La même année, une gazette janséniste contient la description suivante de son arrivée : « Monsieur de Saint-Mars a transporté, par ordre du Roi, un prisonnier d'État de Pignerol aux îles Sainte-Marguerite. Personne ne sait qui il est ; il y a défense de dire son nom et ordre de le tuer s'il le prononce. Il était enfermé dans une chaise à porteurs, ayant un masque d'acier sur le visage et tout ce qu'on a pu savoir de Saint-Mars était que ce prisonnier était depuis de longues années à Pignerol et que tous les gens que le public croient [sic] morts ne le sont pas. »
L'affaire commença à prendre de l'ampleur à l'arrivée d'un prisonnier à la Bastille le 18 septembre 1698. Selon le lieutenant du roi Du Junca, il s'agissait du fameux prisonnier masqué de Sainte-Marguerite. L'identité de ce prisonnier fut durant longtemps un sujet de conversation important à la Cour.
Le prisonnier masqué de la Bastille mourut le 19 novembre 1703 au terme d'une longue captivité. Il aurait été enterré dans le cimetière de l'église Saint-Paul sous le nom de Marchioly ou Marchialy et avec une fausse indication d'âge,.
Sur cette base, l'histoire a été considérablement amplifiée, la légende y a ajouté force détails, et la politique s'en est emparée, l'homme au masque de fer devenant, sous la plume de Voltaire, un symbole de l'absolutisme monarchique.

## Les sites historiques

### L'île Sainte-Marguerite
Le fort royal de l'île Sainte-Marguerite, archipel de Lérins en baie de Cannes, abrite la prison construite spécialement pour enfermer l'homme au masque de fer qui y fut incarcéré de 1687 à 1698. 
Le fort héberge le Musée du Masque de fer et du Fort Royal. Fondé officiellement au printemps 1977, il présente, en plus des prisons, des vestiges archéologiques issus de fouilles terrestres et sous-marines et des maquettes explicatives. Des salles s'ouvrant sur une vaste terrasse sont réservées aux expositions temporaires.

## Les hypothèses

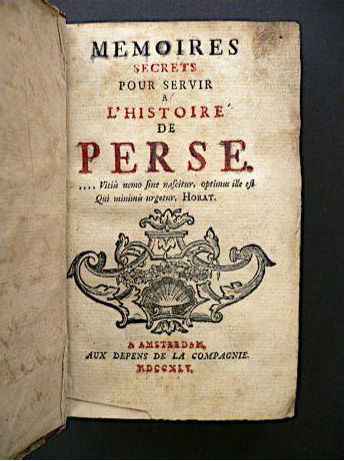
Mémoires secrets pour servir à l'histoire de Perse, 1745.

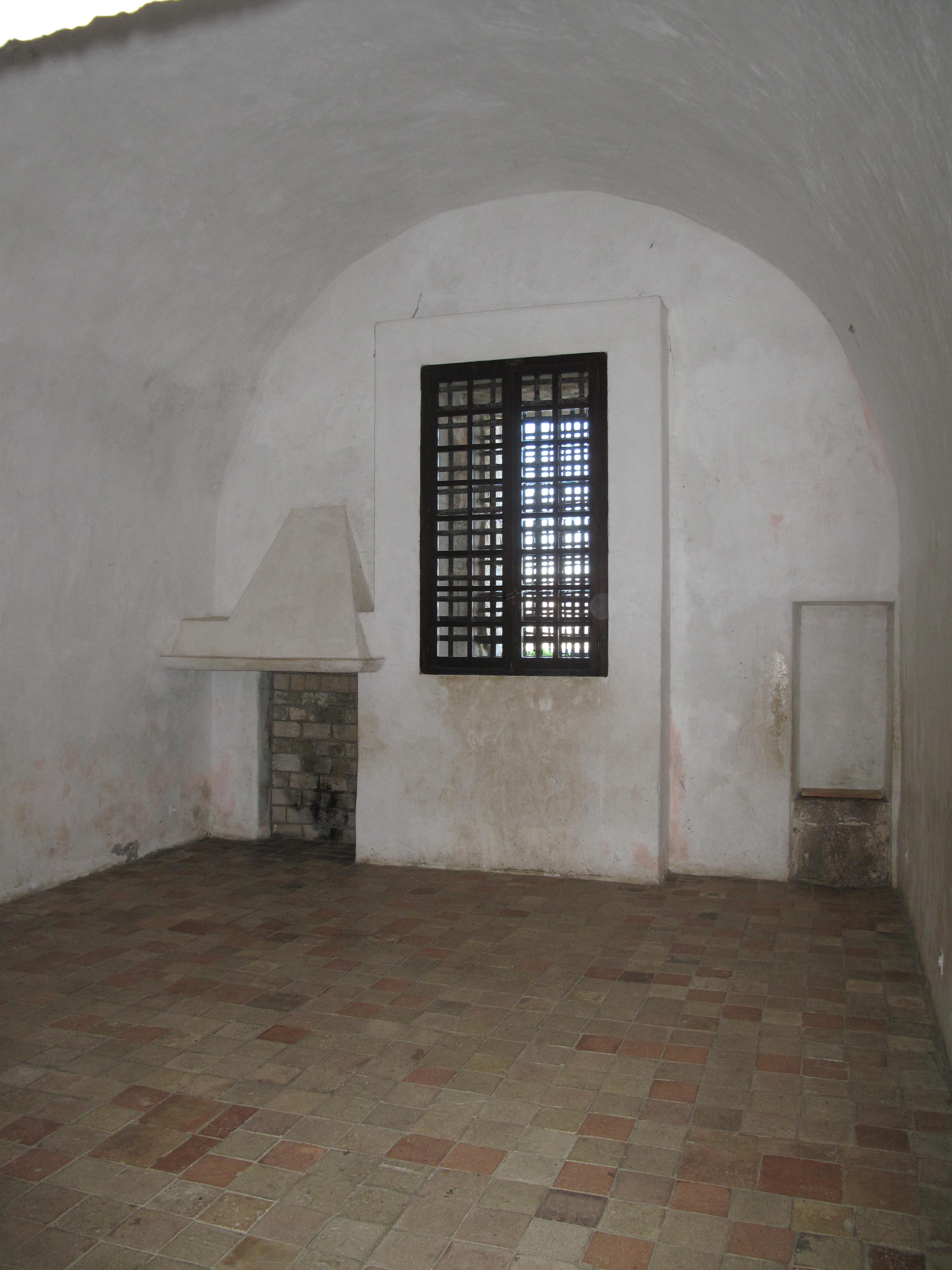
Cellule de l'homme au masque de fer à l'île Sainte-Marguerite.

### Première mention dans un roman à clés duXVIIIesiècle
Une mention du prisonnier au masque de fer se trouve dans un petit livre dont l'auteur est anonyme : Mémoires secrets pour servir à l'histoire de Perse (Amsterdam, 1745, in-12), qui n'est qu'une satire des intrigues politiques et galantes de la cour de Louis XIV, sous des noms persans. On y raconte une visite du régent (allusion anachronique au Régent) à un prisonnier d'État masqué, appelé Giafer. Ce prisonnier, transféré de la citadelle d'Ormus (comprendre sur l'île Sainte-Marguerite, au large de Cannes) à celle d'Ispahan (comprendre la Bastille), n'est autre que le comte de Vermandois, fils de Louis XIV et Louise de La Vallière, incarcéré pour avoir donné un soufflet au dauphin, et qu'on avait fait passer pour mort de la peste pendant le siège de Courtrai en 1683.

« Le commandant de la citadelle d'Ormus, disent ces Mémoires, traitait son prisonnier avec le plus profond respect ; il le servait lui-même et prenait les plats à la porte de l'appartement des mains des cuisiniers, dont aucun n'avait jamais vu le visage de Giafer (le comte de Vermandois). Le prince s'avisa un jour de graver son nom sur le dos d'une assiette avec la pointe d'un couteau. Un esclave, entre les mains de qui tomba cette assiette, crut faire sa cour en la portant au commandant, et se flatta d'en être récompensé ; mais ce malheureux fut trompé dans son espérance, et l'on s'en défit sur-le-champ, afin d'ensevelir avec lui un secret d'une si grande importance.
Giafer resta plusieurs années dans la citadelle d'Ormus. On ne la lui fit quitter, pour le transférer dans celle d'Ispahan, que lorsque Cha-Abbas (comprendre Louis XIV), en reconnaissance de la fidélité du commandant (comprendre Saint-Mars), lui donna le gouvernement de celle d'Ispahan qui vint à vaquer. On prenait la précaution, autant à Ormus qu'à Ispahan, de faire mettre un masque au prince lorsque, pour cause de maladie ou pour tout autre sujet, on était obligé de l'exposer à la vue. Plusieurs personnes dignes de foi ont affirmé avoir vu plus d'une fois ce prisonnier masqué, et ont rapporté qu'il tutoyait le gouverneur qui, au contraire, lui rendait des respects infinis. »

### Voltaire
Voltaire consacra à l'« homme au masque de fer » une partie du chapitre XXV du Siècle de Louis XIV publié en 1751. Affirmant que le personnage a été arrêté en 1661, année de la mort de Mazarin, il est le premier à mentionner le détail, propre à exciter l'imagination, du « masque dont la mentonnière avait des ressorts d'acier qui lui laissaient la liberté de manger avec le masque sur le visage » en ajoutant : « On avait ordre de le tuer s'il se découvrait. » Il affirme également que le prisonnier était traité avec des égards extraordinaires, qu'on faisait de la musique dans sa cellule et que « son plus grand goût était pour le linge d'une finesse extraordinaire et pour les dentelles. » En 1752, la réédition du Siècle de Louis XIV ajoute l'anecdote de l'assiette d'argent sur laquelle le prisonnier inscrivit son nom et qu'il la lança par la fenêtre de la prison ; retrouvée par un pêcheur illettré, ce dernier l'aurait rapportée au gouverneur qui lui aurait dit, après s'être assuré qu'il n'avait pu déchiffrer l'inscription : « Allez, vous êtes bien heureux de ne pas savoir lire. »

### Premières hypothèses
En 1769, dans son Traité des différentes sortes de preuves qui servent à établir la vérité dans l'histoire, le père Griffet (1698-1771) donnait les précisions suivantes :

« Le souvenir du prisonnier masqué s'était conservé parmi les officiers, soldats et domestiques de cette prison, et nombre de témoins oculaires l'avaient vu passer dans la cour pour se rendre à la messe. Dès qu'il fut mort, on avait brûlé généralement tout ce qui était à son usage comme linge, habits, matelas, couvertures ; on avait regratté et blanchi les murailles de sa chambre, changé les carreaux et fait disparaître les traces de son séjour, de peur qu'il n'eût caché quelques billets ou quelque marque qui eût fait connaître son nom. »

Plus d'une cinquantaine d'hypothèses ont été formulées, prétendant livrer l'identité du mystérieux détenu. Certains ont suggéré qu'il s'agissait de François de Vendôme duc de Beaufort, cousin germain de Louis XIV, un prince bouillonnant qui participa à plusieurs conspirations contre Richelieu et Mazarin, et qui fut l'un des chefs de la Fronde, avant de se réconcilier avec la monarchie. Pendant longtemps toutefois, trois autres théories ont tenu le haut du pavé. La première voit dans l'homme au masque de fer Nicolas Fouquet, le surintendant des finances, tombé en disgrâce pour avoir osé défier le Roi-Soleil par sa richesse et ses prévarications. Une deuxième hypothèse séduisante concerne le comte Ercole Mattioli, un juriste ambitieux devenu secrétaire d'État du duc de Mantoue. L'hypothèse la plus célèbre reste celle d'un supposé frère clandestin du roi, avancée par Voltaire au XVIIIe siècle. Bien qu'aucune preuve historique ne vienne l'étayer, elle s'appuie sur des faits réels.

### Interrogations autour du port du masque
Des scientifiques ont par ailleurs expliqué qu'il n'a pas pu porter ce masque constamment car ce port constant aurait entraîné des maladies, comme une septicémie.
Encore le port d'un masque n'est-il véritablement avéré qu'en 1698, lors du transfert de l'île Sainte-Marguerite à la Bastille : il est mentionné dans le registre de Dujonca ainsi que dans un récit (publié dans l'Année littéraire le 30 juin 1778) de l'étape de Saint-Mars dans son château de Palteau, faite par son petit-neveu :

« En 1698, écrit M. de Palteau, M. de Saint-Mars passa du gouvernement des Isles Sainte-Marguerite à celui de la Bastille. En venant en prendre possession, il séjourna avec son prisonnier à sa terre de Palteau. L'homme au masque arriva dans une litière qui précédait celle de M. de Saint-Mars ; ils étoient accompagnés de plusieurs gens à cheval. Les paysans allèrent au-devant de leur seigneur ; M. de Saint-Mars mangea avec son prisonnier, qui avait le dos opposé aux croisées de la salle à manger qui donnent sur la cour ; les paysans que j'ai interrogés ne purent voir s'il mangeait avec son masque ; mais ils observèrent très bien que M. de Saint-Mars, qui était à table vis-à-vis de lui, avoit deux pistolets à côté de son assiette. Ils n'avaient pour les servir qu'un seul valet-de-chambre, qui allait chercher les plats qu'on lui apportait dans l'antichambre, fermant soigneusement sur lui la porte de la salle à manger. Lorsque le prisonnier traversait la cour, il avoit toujours son masque noir sur le visage ; les paysans remarquèrent qu'on lui voyait les dents et les lèvres, qu'il était grand et avait les cheveux blancs. M. de Saint-Mars coucha dans un lit qu'on lui avait dressé auprès de celui de l'homme au masque. »

### Qui connaissait le secret du masque de fer après 1703?
Selon Émile Laloy, auteur du livre Le Masque de fer : Jacques Stuart de la Cloche, l'Abbe Prignani ; Roux de Marsilly (1913), Louis XV est le dernier roi connaissant ce secret :

« Louis XV est le dernier roi auquel la légende attribue la connaissance de ce grand secret : Louis XVI l'ignorait complètement ; son premier ministre, Malesherbes, fit faire des recherches dans les archives de la Bastille pour l'élucider ; Chevalier, major de cette prison, en envoya le 19 novembre 1775 le résultat au ministre : il n'avait rien trouvé au-delà de ce qu'on savait déjà.
D'après une tradition communiquée par Mme d'Abrantès à Paul Lacroix, Napoléon aurait désiré vivement connaître le secret de l'énigme. Il ordonna des recherches qui restèrent sans résultat ; ce fut en vain que pendant plusieurs années le secrétaire de M. de Talleyrand fureta dans les archives des Affaires étrangères et que M. le duc de Bassano appliqua toutes les lumières de son esprit judicieux à éclaircir les abords de ce ténébreux mystère historique. »

Selon l'historien Emmanuel Pénicaut dans sa biographie de Michel Chamillart (Faveur et pouvoir au tournant du Grand Siècle : Michel Chamillart, ministre et secrétaire d'État de la guerre de Louis XIV), « une tradition familiale veut que le secret ait été transmis de père en fils dans la famille Chamillart jusqu'à la mort du dernier porteur du nom, Lionel Chamillart, en 1926 ».

### Un frère jumeau de Louis XIV
La thèse de Voltaire, progressivement complétée, des éditions successives du Siècle de Louis XIV et de son Supplément (1751, 1752, 1753) à la Suite de l'Essai sur l'histoire générale (1763) et aux Questions sur l'Encyclopédie (1770 et 1771) est que l'homme au masque de fer aurait été un frère jumeau de Louis XIV et, pour ajouter encore au piment de l'histoire, un frère aîné.
Marcel Pagnol, s'appuyant notamment sur les circonstances de la naissance de Louis XIV, affirme que le Masque de fer serait bien un jumeau mais né en second, soit le cadet, et qui aurait été dissimulé pour éviter toute contestation sur le titulaire du trône. Selon Pagnol, juste après la naissance du futur Louis XIV, Louis XIII entraîne toute la cour à la chapelle du château de Saint-Germain pour célébrer en grande pompe un Te Deum.
Marcel Pagnol a soutenu que Dauger était ce frère jumeau de Louis XIV. Il aurait conspiré contre Louis XIV aux côtés de Claude Roux de Marcilly, puis été arrêté  en 1669 à la suite de l'exécution de Roux, qui aurait dénoncé son complice sous la torture. Pour Pagnol, Dauger se trouvait en Angleterre pendant la première partie de sa vie et se faisait appeler James de La Cloche. Ce ne serait qu'une fois débarqué en France, à Calais, qu'il aurait été arrêté.
Cependant, une étude de la généalogie capétienne ne révèle aucune prédisposition à la gémellité. De plus, la naissance de Louis XIV a eu lieu publiquement,, avec plusieurs centaines de témoins oculaires. Les naissances royales étaient en effet ouvertes à tous, première étape pour asseoir la légitimité du futur enfant.
Sous le Premier Empire, une rumeur véhiculée par une brochure qui circulait alors faisait de l'empereur Napoléon Ier un descendant de l'homme au masque de fer. Selon cette brochure, qui fait de lui le frère jumeau de Louis XIV, le prisonnier aurait en effet épousé la fille du gouverneur de l'île Sainte-Marguerite, un dénommé monsieur Bonpart. Leurs enfants auraient ensuite été discrètement exfiltrés vers la Corse, qui à l'époque de l'homme au masque de fer n'appartient pas encore au royaume de France. Leur patronyme aurait alors été déformé en Bonaparte ou Buonaparte. Dans son Mémorial de Sainte-Hélène, Emmanuel de Las Cases en fait mention à la date du 12 juillet 1816. L'empereur déchu se serait alors amusé de cette rumeur infondée.

### Le duc de Beaufort
Selon Jean-Paul Desprat (Le Secret des Bourbons, 1991) et Hubert Monteilhet (Au royaume des ombres, 2003), le prétendu Dauger aurait été en fait François de Vendôme, duc de Beaufort, capturé (et non tué) au siège de Candie en 1669, puis secrètement livré par les Turcs à la demande de Louis XIV. Le duc, de sang royal par Henri IV, aurait en 1637 pallié l'incapacité de Louis XIII à donner un héritier au trône de France, et aurait été le véritable père de Louis XIV. Mis au courant après la mort de sa mère Anne d'Autriche, le Roi-Soleil aurait ainsi fait mettre son probable géniteur au secret afin d'étouffer le scandale et d'éviter toute contestation quant à sa légitimité, tout en n'osant se résoudre à un éventuel parricide. Beaufort, très connu et fort populaire, aurait été tenu au port du masque afin d'éviter qu'on le reconnaisse et que la fable de sa mort devant Candie s'effondre.

### Nicolas Fouquet
Selon Pierre-Jacques Arrèse (1970), reprenant une thèse de Paul Lacroix (1836), le Masque de fer ne serait autre que le surintendant Nicolas Fouquet, incarcéré à Pignerol en 1665.
À partir de 1677, les conditions de détention de Fouquet s'étaient adoucies. En mars 1680, sa libération semblait imminente lorsque parvint à Paris l'annonce de sa mort soudaine. Selon Pierre-Jacques Arrèse, s'appuyant sur les circonstances mystérieuses entourant encore de nos jours cette mort, et l'absence de tout acte de décès, cette annonce était mensongère. Les deux hommes dont Louvois avait ordonné au geôlier Saint-Mars d'annoncer la libération, n'étaient pas les deux valets de Fouquet, Eustache Danger et La Rivière, mais Fouquet et son valet La Rivière.
Cette imposture était pour les ministres Louvois et Colbert, qui redoutaient la libération imminente de Fouquet, le seul moyen de s'y opposer. Profitant de la mort de l'un des valets de Fouquet, dénommé Eustache Danger, ils auraient décidé de faire croire à la disparition de Fouquet et de l'enfouir, sous le nom de « Eustache d'Angers », en compagnie de l'autre valet dénommé La Rivière, dans un lieu secret de la prison sous la seule garde du geôlier Saint-Mars.
Ce serait donc, toujours selon Pierre-Jacques Arrèse, Fouquet qui aurait fait six ans plus tard son apparition sur l'île Sainte-Marguerite avec un masque d'acier.
Se sont ralliés à cette thèse l'écrivain Jean Markale (1989), l'historien de Pignerol Mauro Maria Perrot (1998), Madeleine Tiollais (2000) et le chercheur Claude Dabos (2006).

### Le lieutenant général de Bulonde
En 1890, un commandant, qui étudiait les campagnes de Catinat, confia au commandant Étienne Bazeries, expert en cryptanalyse pour l'armée française un ensemble de papiers chiffrés. Après trois années d'effort, le chiffre se révélant particulièrement rebelle face aux techniques modernes de déchiffrement, Bazeries affirma avoir « cassé » le code et trouvé, dans une lettre de Louvois à Catinat datée du 8 juillet 1691, la clé de l'énigme du Masque de fer. Le chiffre en question est parfois appelé « Grand Chiffre de Louis XIV » ou, plus simplement, Grand Chiffre.
Selon lui, la missive se traduisait ainsi : « Il n'est pas nécessaire que je vous explique avec quel déplaisir Sa Majesté a appris le désordre avec lequel contre votre ordre et sans nécessité Monsieur de Bulonde a pris le parti de lever le siège de Coni puisque Sa Majesté en connaissant mieux que personne les conséquences connaît aussi combien est grand le préjudice que l'on recevra de n'avoir pas pris cette place dont il faudra tâcher de se rendre maître pendant l'hiver. Elle désire que vous fassiez arrêter Monsieur de Bulonde et le fassiez conduire à la citadelle de Pignerol où Sa Majesté veut qu'il soit gardé enfermé pendant la nuit dans une chambre de ladite citadelle et le jour ayant la liberté de se promener sur les remparts avec un 330 309. »
Selon lui, le fameux prisonnier aurait donc été Vivien l'Abbé de Bulonde, lieutenant général de l'armée française. Les faits rapportés sur Bulonde et son insubordination à Coni (en italien Cuneo) sont véridiques. Reste à savoir pourquoi chiffrer un tel ordre, alors que Bulonde était coupable de désobéissance ? Pourquoi le garder au secret, alors que le motif de son arrestation était parfaitement légitime ? Des historiens démontrèrent au demeurant que Bulonde était encore vivant en 1708, cinq ans après la mort du Masque de fer. Des experts militaires du chiffre, sans entrer dans la polémique au sujet du prisonnier, saluèrent le travail de cryptologue de Bazeries.

### Henri II de Guise
Camille Bartoli identifie le masque de fer à Henri II de Guise, descendant de la lignée de Lorraine-Guise, qui aurait été le prétendant d'un groupe secret prônant le retour à la dynastie carolingienne, et à ce titre était un « jumeau alchimique » du Roi-Soleil. Les explications ésotériques de Bartoli sont à relier à la suggestion de l'existence d'une société secrète, le Prieuré de Sion, par Baigent, Leigh & Lincoln.

### Molière
Dans son livre Molière à Bordeaux vers 1647 et en 1656 avec des considérations nouvelles sur ses fins dernières à Paris en 1673… ou peut-être en 1703, l'écrivain Anatole Loquin émet l'hypothèse invraisemblable que l'homme au masque de fer était en réalité Molière qui ne serait pas mort à la suite de la représentation du Malade imaginaire mais aurait été arrêté à la demande des jésuites qui ne lui avaient pas pardonné Tartuffe.
Le principal argument pour Anatole Loquin est que la première biographie concernant Molière date de 1705 soit deux ans après la mort du Masque de fer. Il s'agit de La Vie de M. de Molière (1705) par Grimarest. Ainsi Louis XIV aurait attendu que Molière soit réellement mort en 1703 (et non en 1673) pour autoriser la publication d'une biographie de celui-ci. Mais cette thèse est peu probable, les circonstances de la mort de Molière en 1673 n'ayant jamais été remises en cause, et ayant eu lieu devant de nombreux témoins qui n'ont aucune chance d'avoir été acquis à la cause des jansénistes. Cela aurait également fait mourir Molière à plus de 80 ans, alors que son état de santé était ouvertement précaire en 1673, donc trente ans avant la mort du Masque de fer.
Le cas Molière est aussi la thèse défendue par Marcel Diamant-Berger dans C'était l'homme au masque de fer, publié en 1971.

### D'Artagnan
Pour l'historien anglais Roger MacDonald (The Man in the Iron Mask, 2005) le Masque de fer serait le mousquetaire d'Artagnan. Blessé à Maastricht en 1673, il aurait été envoyé à Pignerol, le masque de fer lui permettant de ne pas être reconnu par les mousquetaires qui gardaient les prisons.
La preuve serait la qualité du livre Mémoires de M. d'Artagnan écrit par Gatien de Courtilz de Sandras (1644-1712). Celui-ci a passé neuf ans à la Bastille entre 1702 et 1711. Selon Roger MacDonald, d'Artagnan aurait lui-même inspiré ce livre, ce qui prouverait qu'il était physiquement près de Courtilz de Sandras à la Bastille. Mais cette hypothèse est improbable car, né entre 1611 et 1615, elle aurait fait vivre d'Artagnan jusqu'à un grand âge situé entre 88 et 92 ans, de surcroît pendant trente ans dans un certain inconfort et avec les blessures reçues à Maastricht.

### Un amant de la reine
Pierre-Marie Dijol a émis en 1978 la thèse suivante : la reine Marie-Thérèse aurait eu une fille adultérine avec un esclave noir, le nain Nabo. Cette fille serait la Mauresse de Moret, une bénédictine qui eut sur le tard la conviction d'être de sang royal, tant elle reçut pendant des années la visite de membres de la famille royale. Saint-Simon parle dans ses mémoires de la Mauresse de Moret, ne donne pas d'explication de ces royales visites mais elles étaient fréquentes à cette époque dans les couvents proches du Louvre.
Le nain Nabo a ensuite disparu de la cour royale. P.-M. Dijol en fait le Masque de fer.

### Un valet
- Selon Andrew Lang (The Valet's Tragedy and Other Stories, 1903), Dauger était en réalité un certain Martin — valet du huguenot Claude Roux de Marcilly qui fut arrêté et condamné à la roue en 1669 — qu'on aurait mis au secret parce qu'il en savait trop sur la conspiration de son maître.
- Selon John Noone (The Man behind the Iron Mask, 1994) le Masque de fer serait une manipulation de Saint-Mars. Ayant perdu dès 1681 ses deux plus importants prisonniers, le duc de Lauzun (libéré en 1681) et le surintendant Fouquet (mort en 1680), Saint-Mars va faire croire que Dauger est devenu très dangereux car, au contact de Fouquet et Lauzun, il aurait appris beaucoup de choses en plus de ses propres secrets. La même idée est soutenue par l'historien Jean-Christian Petitfils, selon qui le Masque de fer ne serait en fait qu'un simple valet royal, Eustache Danger et non Dauger, au courant de certaines missions diplomatiques secrètes des années 1668-1669 et qu'il convenait dès lors de garder au secret (son internement commença non masqué en 1669 à Pignerol), que Saint-Mars aurait masqué afin de faire croire à ses troupes qu'il s'occupait d'un prisonnier d'importance. Cette thèse est également considérée comme la plus probable par l'historien Diego Venturino[37], mais ne trouve pas confirmation dans les échanges épistolaires entre Saint-Mars et Louvois, puis Barbezieux, ministres de la guerre[38].
- Selon l'historien Jean-Christian Petitfils, le Masque de fer ne serait en fait qu'un simple valet que Saint-Mars aurait masqué afin de faire croire à ses troupes qu'il s'occupait d'un prisonnier d'importance. Cette thèse est considérée comme la plus probable par l'historien Diego Venturino[39]. Le valet aurait certainement été détenteur d'un secret d'État, empêchant les autorités de le juger en public. D'après la théorie de Jean-Christian Petitfils dans son livre Le Masque de Fer, entre histoire et légende, il aurait été emprisonné parce qu'il était au courant des transactions entre Louis XIV et Charles II d'Angleterre sur le fait que le roi d'Angleterre voulait redevenir catholique. Des négociations auraient été entreprises dans ce but. Eustache Dauger aurait été chargé de la transmission de la correspondance entre les deux rois et aurait pris connaissance de celle-ci. Louis XIV, informé, aurait ordonné son arrestation et sa mise au secret. L'idée du masque de fer serait du gouverneur de la prison, M. de Saint-Mars : ayant perdu ses deux prisonniers les plus connus, Antoine Nompar de Caumont, premier duc de Lauzun, (libéré) et M. Fouquet (décédé), il chercha à se valoriser en donnant de l'importance à l'un de ceux qui lui restait. La légende commencerait donc grâce à l'orgueil de Saint-Mars et à ce qu'il appelle lui-même ses « contes jaunes ». Selon Jean-Christian Petitfils, cette thèse est corroborée par les faibles dépenses engagées pour l'entretien du prisonnier, bien plus faibles que celles dépensées pour les prisonniers d'importance comme Fouquet notamment, ce qui semble bien impliquer que le prisonnier n'était pas un noble mais bien un simple valet, ce que Louvois et Saint-Mars ne manquent pas de rappeler dans leur correspondance. En revanche, certains auteurs (tel Marcel Pagnol, notamment en ce qui concerne les dépenses) contestent cette théorie et s'étonnent du fait qu'on aurait préservé la vie d'un simple valet, de surcroît détenteur de secrets d'État, pendant 34 ans alors qu'il aurait été plus facile de le faire purement et simplement disparaître[16]. Jean-Christian Petitfils répond à cela que, contrairement à ce que les néophytes pensent, les meurtres sous l'Ancien Régime n'étaient employés qu'en cas d'extrême nécessité (par exemple, l'assassinat du duc de Guise en 1588). Aucun roi n'aurait fait assassiner un valet ; il est même probable que Louis XIV n'ait jamais appris l'existence de Dauger.

## Postérité

### Œuvres de fiction

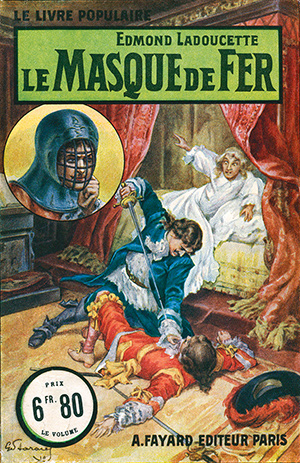
Couverture illustrée par Gino Starace pour le roman populaire d'Edmond Ladoucette, Le Masque de fer, Paris, Arthème Fayard, collection « Le Livre populaire », 1910.

Depuis la première moitié du XVIIIe jusqu'à la fin du XXe siècle, l'homme au masque de fer a fait l'objet de plusieurs milliers de livres et d'articles de presse dont deux cents ouvrages ou articles de fond, trois colloques internationaux lui ont été consacrés, sans compter une vingtaine de romans, sept pièces de théâtre et seize films de cape et d'épée.

### Romans
- Alexandre Dumas, Le Vicomte de Bragelonne, 1848-1850. Ce roman dépeint l'homme au masque de fer comme le frère jumeau de Louis XIV. Aramis complote pour remplacer le vrai monarque par son frère[41].
- Marcel Pagnol, Le Masque de fer, 1965, remanié en 1973 sous le titre Le Secret du Masque de fer
- Philippe Collas, Les Enfants de Dieu (Plon 2004) qui défend la thèse Eustache Dauger et le secret autour de la naissance de Louis XIV.

### Poèmes
- Alfred de Vigny, La Prison, 1823.

### Pièces de théâtre

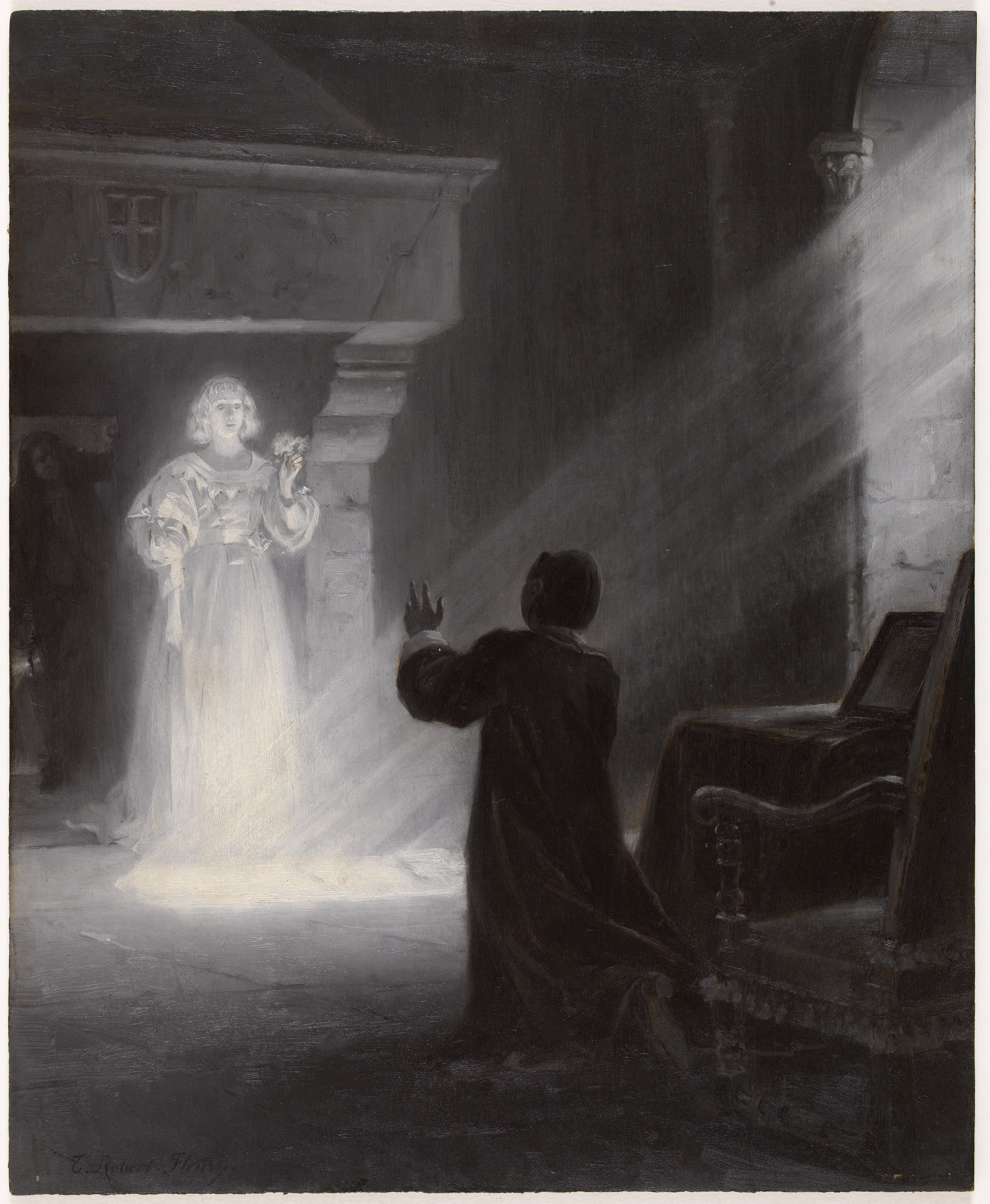
Alix de Ponthieu apparaît au Masque de fer, toile de Tony Robert-Fleury d'après Les Jumeaux, pièce de théâtre de Victor Hugo.

- Victor Hugo, Les Jumeaux, drame inachevé, écrit en 1839 et publié à titre posthume[42].
- Maurice Rostand, Le Masque de fer, pièce en quatre actes en vers, créée à Paris au théâtre Cora-Laparcerie le 1er octobre 1923[43].

### Bandes dessinées
- Patrick Cothias (scénario) et Marc-Renier (dessins), Le Masque de fer (six tomes parus). Dans cette série du cycle Les Sept Vies de l'Épervier, le mystérieux prisonnier et légitime roi de France se révèle être Molière tandis que Louis XIV est la progéniture d'Anne d'Autriche et du cardinal de Richelieu[44].

### Filmographie
Plusieurs films ont été basés sur l'histoire du Masque de fer, tous exploitant l'hypothèse d'un frère jumeau de Louis XIV et pour la plupart adaptés très librement du Vicomte de Bragelonne :
- 1922 : L'Homme au masque de fer (de), film allemand de Max Glass ;
- 1929 : Le Masque de fer (The Iron Mask), américain réalisé par Allan Dwan, avec Douglas Fairbanks qui incarne d'Artagnan[45] ;
- 1939 : L'Homme au masque de fer (The Man in the Iron Mask), réalisé par James Whale, avec Louis Hayward ;
- 1962 : Le Masque de fer, franco-italien réalisé par Henri Decoin, scénario de Cécil Saint-Laurent et Gérald Devriès, avec Jean Marais, Claudine Auger, Sylva Koscina, Jean Davy, Noël Roquevert ;
- 1977 : The Man in the Iron Mask (L'Homme au Masque de fer), film de télévision avec Richard Chamberlain, Patrick McGoohan, Louis Jourdan ;
- 1998 : L'Homme au masque de fer (The Man in the Iron Mask), anglo-américain réalisé par Randall Wallace, avec Leonardo DiCaprio, Jeremy Irons, John Malkovich, Gérard Depardieu et Gabriel Byrne.

Deux films s'écartent toutefois de la thèse du frère jumeau de Louis XIV :
- 1911 : Camille de Morlhon, dans son Fouquet, l'homme au masque de fer, fait du prisonnier le surintendant des finances du roi ;
- 1952 : l'Américain Ralph Murphy imagine deux sœurs jumelles interprétées par Patricia Medina dans La Femme au masque de fer.